# Schistochilopsis cornuta
Schistochilopsis cornuta är en bladmossart som först beskrevs av Franz Stephani, och fick sitt nu gällande namn av Konstant.. Schistochilopsis cornuta ingår i släktet Schistochilopsis och familjen Scapaniaceae. Inga underarter finns listade i Catalogue of Life.